# 北京タイガース
北京タイガース（ペキン・タイガース）は、中華人民共和国北京市を本拠地とする中国野球リーグのチーム。
2004年に読売ジャイアンツと業務提携を結び、育成選手等選手の交流も行っている。

## 沿革
- 1975年11月　結成される。
- 1992年　1999年まで国内リーグ8連覇。
- 2003年　2005年まで中国野球リーグ3連覇。

## 歴代監督
- 宋平山 （2002）
- 李兵 （2003 - 2005前半）
- 宋平山 （2006）
- 李兵 （2007 - 2008前半）
- 韓東和 （2008後半）
- 宋平山 （2009 - 2011）
- 羅衛軍 （2019）
- 鄒軍 （2023 - ）

## 主な所属選手
投手
- 8  楊一 (内野手兼任)
- 9  張涛
- 10  米嘉弘
- 11  劉国慶
- 12  齊鑫
- 13  李世豪
- 15  杜華宇
- 16  劉子駿
- 17  吳海正
- 33  索旭迪
- 35  李乾
- 67  王文彧

捕手
- 22  白梓碩
- 39  董悦鋒
- 52  盧斌斌
- 69  李一凡

内野手
- 2  陸昀
- 7  張嘉悦
- 24  杜亜軒
- 25  趙辛龍
- 41  馬皓天
- 50  胡天元
- 55  張嘉爍

外野手
- 20  趙冠迪
- 27  趙帥
- 29  李垚林
- 30  王耔棋
- 51  梁培
- 65  侯翰鋼

## かつて在籍していた主な選手
投手
- 王占鵬
- 張建旺
- 符超
- 馬志遠（マイケル）
- 于磊
- 王楠
- 呉猛
- 周静
- 徐錚
- 李韋良
- 李宏瑞
- 李晨浩

野手
- 江暁宇
- 謝静
- 人見家康
- 李清華
- 李澤源
- 李濤
- 王偉
- 楊洋
- 李斌
- 安旭
- 孫煒
- 張偉
- 陳哲
- 馬克
- 李磊
- 賈昱冰
- 國濤
- 崔暁
- 孫嶺峰
- 楊碩